# Abang II (Ngoumou)
Ne doit pas être confondu avec Abang II (Dzeng).
Pour les articles homonymes, voir Abang.
Abang II est un village de la région du Centre au Cameroun, localisé dans la commune de Ngoumou et le département de la Méfou-et-Akono.

## Population
En 1965 Abang II comptait 68 habitants, principalement des Ewondo.
Lors du recensement de 2005, ce nombre s'élevait à 66.